# Carposina rubophaga
Carposina rubophaga là một loài bướm đêm thuộc họ Carposinidae. Nó là loài đặc hữu của New Zealand.
Sải cánh dài 14–17 mm. 